# Brian Ferneyhough
Brian Ferneyhough est un compositeur britannique né à Coventry le 16 janvier 1943.

## Biographie
Brian Ferneyhough fait son apprentissage musical dans les fanfares et les brass bands de sa ville natale où il est trompettiste, puis s'oriente rapidement vers la composition. Il entre à l'École de musique de Birmingham (1961-1963) où il obtient un diplôme d'enseignant, puis il poursuit des études de composition et de direction d'orchestre à la Royal Academy of Music de Londres (1966-1967). Après avoir brièvement étudié auprès de Lennox Berkeley, il quitte la Grande-Bretagne en 1968. Il part faire un stage à Amsterdam où il rencontre Ton de Leeuw, puis s'installe à Bâle et travaille avec Klaus Huber (1969-1971). Il devient son assistant comme professeur de composition à la Musikhochschule de Fribourg-en-Brisgau (1973-1986).  En 1986, il enseigne pendant un an au Royal Conservatoire The Hague, en Hollande, puis à l'université de Californie à San Diego aux États-Unis, de 1987 à 1999. Il obtient ensuite un poste à l'université Stanford.
Ferneyhough n'a vraiment été révélé au public qu'à partir de 1974, avec le Festival international d'art contemporain de Royan. Jusqu'alors, ses œuvres, réputées injouables à cause de leur extrême difficulté d'exécution, ne rencontraient qu'une audience très limitée ; mais l'année 1974 marque un tournant dans sa reconnaissance auprès du public : Il est joué au Festival de Donaueschingen, à Venise, Londres et Paris.
Ferneyhough est aussi un pédagogue parcourant le monde pour y donner de nombreux séminaires : de 1984 à 1996, aux Darmstädter Ferienkurse für Neue Musik, et depuis 1990, il dirige la session de composition Voix Nouvelles à l'abbaye de Royaumont. Il travaille aussi, comme professeur invité, à l'École royale supérieure de musique de Stockholm (KMH), au California Institute of the Arts et l'université de Chicago, puis en 2007-2008, à l'université Harvard. Il a donné par ailleurs des cours à la Civica Scuola de Milan, au Conservatoire national supérieur de musique et de danse de Paris, dans les universités d'Oxford, Cambridge, Durham, et dans diverses universités d'Amérique du Nord. Il enseigne régulièrement à l'Ircam dans le cadre du Cursus de composition et d'informatique musicale. Il compte parmi ses élèves Toshio Hosokawa, Joël-François Durand, Kaija Saariaho, Roger Redgate, Alessandro Melchiorre, Bruno Giner et Georgia Spiropoulos.

## Distinctions
- Chevalier des Arts et des Lettres

- Membre de l'Académie des arts de Berlin (1996)[1].

### Prix
- Prix du concours Gaudeamus (Pays-Bas), 1969
- Prix de la Fondation Heinrich Strobel (Allemagne, 1973)
- 1er Prix au concours de composition de la SIMC (Rome, 1974)
- Prix Siemens (2007)

## Œuvres

### Années 1960
- Sonatina, pour trois clarinettes et basson (ou clarinette basse) (1963)
- Four Miniatures, pour flûte et piano (1965)
- Sonata, pour 2 pianos (1966)
- Epigrams, pour piano (1966)
- Coloratura, pour hautbois et piano (1966)
- Three Pieces, pour piano (1966-1967)
- Sonatas for String Quartet (1967)
- Prometheus, pour sextuor à vent (1967)
- Epicycle, pour vingt cordes solistes (1968)
- Missa Brevis, pour douze voix solistes (1969)
- Funérailles I et II, pour harpe et septuor à cordes (1969)

### Années 1970
- Sieben Sterne, pour orgue et 2 assistants (1970)
- Cassandra's Dream Song, pour flûte solo (1970)
- Firecycle beta, pour deux pianos et orchestre avec amplification pour groupes de chambres (1969-1971)
- Time and Motion Study III, pour seize voix et électronique (1974)
- Transit, pour six voix, flûte, clarinette solistes et orchestre (1972-1975)
- Unity Capsule, pour flûte solo (1975-1976)
- Time and Motion Study II, pour violoncelle et électronique (1973-1976)
- Time and Motion Study I, pour clarinette basse (1971-1977)
- La Terre est un homme, pour orchestre (1976-1979)

### Années 1980
- Quatuor à cordes no 2 (1980)
- Superscriptio, pour piccolo solo (1981)
- Lemma-Icon-Epigram, pour piano (1981)
- Carceri d'Invenzione I, pour ensemble (1982)
- Adagissimo, pour quatuor à cordes (1983)
- Carceri d'Invenzione IIb, pour flûte (1984)
- Études transcendantales, Intermedio II, pour soprano et quatre instruments (1982-1985)
- Carceri d'Invenzione IIa, pour flûte et orchestre de chambre (1985)
- Mnemosyne, pour flûte basse et bande pré-enregistrée (1986)
- Intermedio alla ciaccona, pour violon (1986)
- Carceri d'Invenzione III, pour ensemble de vents et percussions (1986)
- Quatuor à cordes no 3 (1987)
- Fanfare for Klaus Huber, pour deux percussionnistes (1987)
- Carceri d'Invenzione IIc, pour flûte et bande pré-enregistrée (1987)
- La Chute d'Icare, pour clarinette et ensemble (1988)
- Trittico per G.S., pour contrebasse (1989)
- Kurze Schatten II, pour guitare (1983-1989)
- Quatuor à cordes no 4, pour soprano et quatuor à cordes (1989-1990)

### Années 1990
- Mort subite, pour quatre instruments (1990)
- Bone Alphabet, pour percussion solo (1991)
- Terrain, pour violon et ensemble (1992)
- On Stellar Magnitudes, pour mezzo-soprano et cinq instruments (1994)
- Trio à cordes (1994-1995)
- Incipits, pour alto et ensemble (1996)
- Flurries, pour ensemble (1997)
- Allgebrah, pour hautbois solo et ensemble à cordes (1996-1997)
- Maisons Noires, pour ensemble (22 instrumentistes) (1992-1998)
- Kranichtänze II, pour piano (1997-1998)
- Unsichtbare Farben, pour violon (1997-1999)
- The Doctrine of Similarity, pour chœur et instruments (1999-2000)

### Années 2000
- Opus Contra Naturam, pour piano (2000)
- Stelae for Failed Time, pour 12 voix et électronique (2001)
- In nomine a 3, pour piccolo, hautbois et clarinette (2001)
- Two Marian Motets, pour 2 sopranos solos et chœur mixte (1966-2002)
- Les Froissements des Ailes de Gabriel, pour guitare et ensemble (2003)
- Shadowtime, Opéra en 7 scènes (2004)
- No time (at all), pour 2 guitares (2004)
- O lux, pour ensemble (10 instrumentistes) (2005)
- Quatuor à cordes no 5 (2006)
- Plötzlichkeit, pour grand orchestre avec voix (2006)
- Quatuor à cordes no 6 (2010)

### Années 2010
- Quirl (2013)

## Discographie
- Shadowtime : Andreas Fischer (Basse), Ekkehard Abele (Basse), Guillermo Anzorena (Basse), Matthias Horn (Basse), Tobias Schlierf (Basse), Chef d'orchestre: Jurgen Hempel, Label NMC  (2006)
- Flurries, String Trio ; In nomine a 3 ; Streichtrio ; Incipits : Lucas Fels (Violoncelle), Ensemble Recherche, Barbara Maurer (Alto), Melise Mellinger (Violon), Label Stradivarius (2008)
- Funérailles : Lucas Vis (Chef d'orchestre), Ensemble Recherche (Ensemble), Christian Dierstein (Percussions), Irvine Arditti (Violon), Label Stradivarius (2008)
- Fourth String Quartet ; Kurze Schatten II ; Trittico per g.s. ; Terrain : Stefano Scodanibbio (Contrebasse), ASKO Ensemble (Ensemble), Magnus Andersson (Guitare), Brenda Mitchell (Soprano), Label Montaigne (2003)
- Lemma-Icon-Epigram: Marino Formenti (Piano), fait partie de l'enregistrement « Notturni », Col Legno (2011) (Diapason d'Or)